# Olene dudgeoni
Olene dudgeoni este o molie din familia Lymantriinae. Acesta este găsit de la nord-estul munților Himalaya până în Indo-China, Taiwan și Sundaland⁠(d).
Anvergura este de 30 – 38 mm. Adulții sunt în zbor în ianuarie, aprilie și mai.

## Legături externe
- en Baza de date a genului Lepidoptera la Muzeul de istorie naturală